# Коринтски стил
Коринтският стил, или коринтски ордер, (по името на гръцкия град Коринт, Κόρινθος на гръцки) е един от трите класически стила в архитектурата на Древна Гърция и Древен Рим. Макар и гръцки по произход, този стил не е използван толкова често в Древна Гърция, колкото другите два най-характерни за нейното изкуство – йонийският и дорийският. Използван е и в по-късните епохи.
Стилът се характеризира със стесняваща се към върха колона и богато украсен капител с акантови листа (наподобяващи растението меча стъпка) и спираловидни орнаменти. Коринтската колона прилича на йонийската, но често е по-тънка, а коринтският капител може да се възприеме и като продължение на йонийския.

## Колона в коринтски стил

### Произход
Според римския архитект от I век пр.н.е. Витрувий коринтският стил е измислен от древногръцкия скулптор Калимах (V век пр.н.е), вдъхновен от гледката на кошница с дарове на гроба на младо момиче, обрасла с меча стъпка, поникнала около нея, с поставени вътре играчки, с които девойка обичала да си играе, покрити с правоъгълно парче, за да ги пази от времето.

### Елементи
Височината на колоната е 9 пъти диаметъра ѝ. Почти винаги коринтската колона има канелюри (канали по дължина на колоната - на брой са 24), но те понякога липсват поради различни причини. В някои случаи канелюрите, които сами по себе си представляват украса по ствола, също биват украсени. По дължината си могат да бъдат набраздени от тънки ивици. Във Франция тези тънки ивици завършват със загатнати цветове на лилия или камбанки. Така коринтския стил се откроява като пищен и празничен, вариативен и удобен за комбиниране с други стилове.
Капителът на коринтската колона ляга направо върху ствола й. Волутите (извити орнаменти в ъглите), които заемат основно място в йонийския капител са се смалили в коринтския, но стоят на старите си места. От всяка основна волута тръгват 2 малки, които се срещат в средата между двете. Листата им могат да бъдат както схематични, сурови и недодялани, така и екстравагантно оформени и подрязани и подчертано натуралистични (имащи естествен вид). В Късната Античност и във Византия, листата изглеждат като духнати от вятъра. 
Абакът (непосредствено лежащата над капитела част) може да бъде украсен в ъглите със спирали, за да продължи ефекта от капитела и понякога има розетка в средата на всяка от четирите си страни. В християнско време тя се преобразува в кръст или кръг, в някои случаи - с инициалите на Спасителя. Над абака се изгражда архитрав, понякога разделен на 2 или 3 части, понякога - еднакви, друг път - с различно съотношение на пропорциите си. Над архитрава е мястото на фриза.